# Lattanzio Petrucci
Lattanzio Petrucci (... – 1527) è stato un vescovo cattolico italiano.

## Biografia
Lattanzio Petrucci, senese, venne nominato vescovo di Sovana il 27 luglio 1513, succedendo al vescovo Alfonso Petrucci, appartenente al suo stesso casato.  Prese parte alle sedute del concilio Lateranense V dall'ottava alla decima sessione.
Nel 1517 fu deposto, in quanto accusato di tradimento da papa Leone X insieme a buona parte della sua famiglia, e costretto a vivere da esule.
Alla morte di papa Leone X, il nuovo pontefice Adriano VI ne dichiarò l'innocenza e lo reintegrò alla guida della diocesi sovanese l'11 dicembre 1522. Morì nel 1527, presso Orbetello secondo Cappelletti.